# Wilhelm Flitsch
Wilhelm Flitsch (* 4. August 1924 in Bocholt; † 8. Mai 2012 in Münster) war ein deutscher Chemiker (Organische Chemie) und Professor an der Universität Münster.

## Leben
Flitsch studierte Chemie in Münster, wobei er nach dem Zweiten Weltkrieg für die Zulassung zum Studium vorher als Baugehilfe beim Wiederaufbau von Münster arbeitete. 1955 wurde er bei Fritz Micheel promoviert. Die Dissertation behandelte die Synthese des Grundgerüsts der Pyrrolizidinalkaloide. 1962 habilitierte er sich in Münster in organischer Chemie und wurde dort 1968 wissenschaftlicher Rat und Professor. 1989 wurde er emeritiert, blieb aber weiter an der Universität wissenschaftlich aktiv.
Neben der Chemie und Synthese heterozyklischer Verbindungen befasste er sich mit Chemie des Weins (und seinem Wirken auf den Körper einschließlich Kater) und schrieb ein Buch über Wein.
Die Chemikerin Sabine Flitsch und die Ethnologin Mareile Flitsch sind Töchter von Wilhelm Flitsch.

## Schriften
- Wein. Verstehen und Genießen, 2. Auflage, Springer Verlag 1999.
- Imide, Imidoide und Enamide, Forschungsberichte des Landes Nordrhein-Westfalen, Westdeutscher Verlag, Opladen 1972.
- mit Raimonds E. Valters: Ring-chain tautomerism, Plenum Press 1985 (Herausgeber Alan R. Katritzky).